# Rigobert Song
Rigobert Song Bahanag (født 1. juli 1976) er en camerounsk fodboldspiller, der spiller i forsvaret. Han er pr. august 2010 klubløs. Song har tilbragt det meste af sin karriere i europæisk fodbold og i årene 1994-2008 spillede han for FC Metz, Salernitana, Liverpool, West Ham United, 1. FC Köln, RC Lens og Galatasaray. Dette bød blandt andet på et enkelt fransk mesterskab.
Song er anfører på Camerouns fodboldlandshold og har spillet flere landskampe end nogen anden camerouner. Han har deltaget ved fire VM-slutrunder (1994, 1998, 2002 og VM i 2010, og har vundet African Nations Cup to gange (2000 og 2002).